# Gueberschwihr

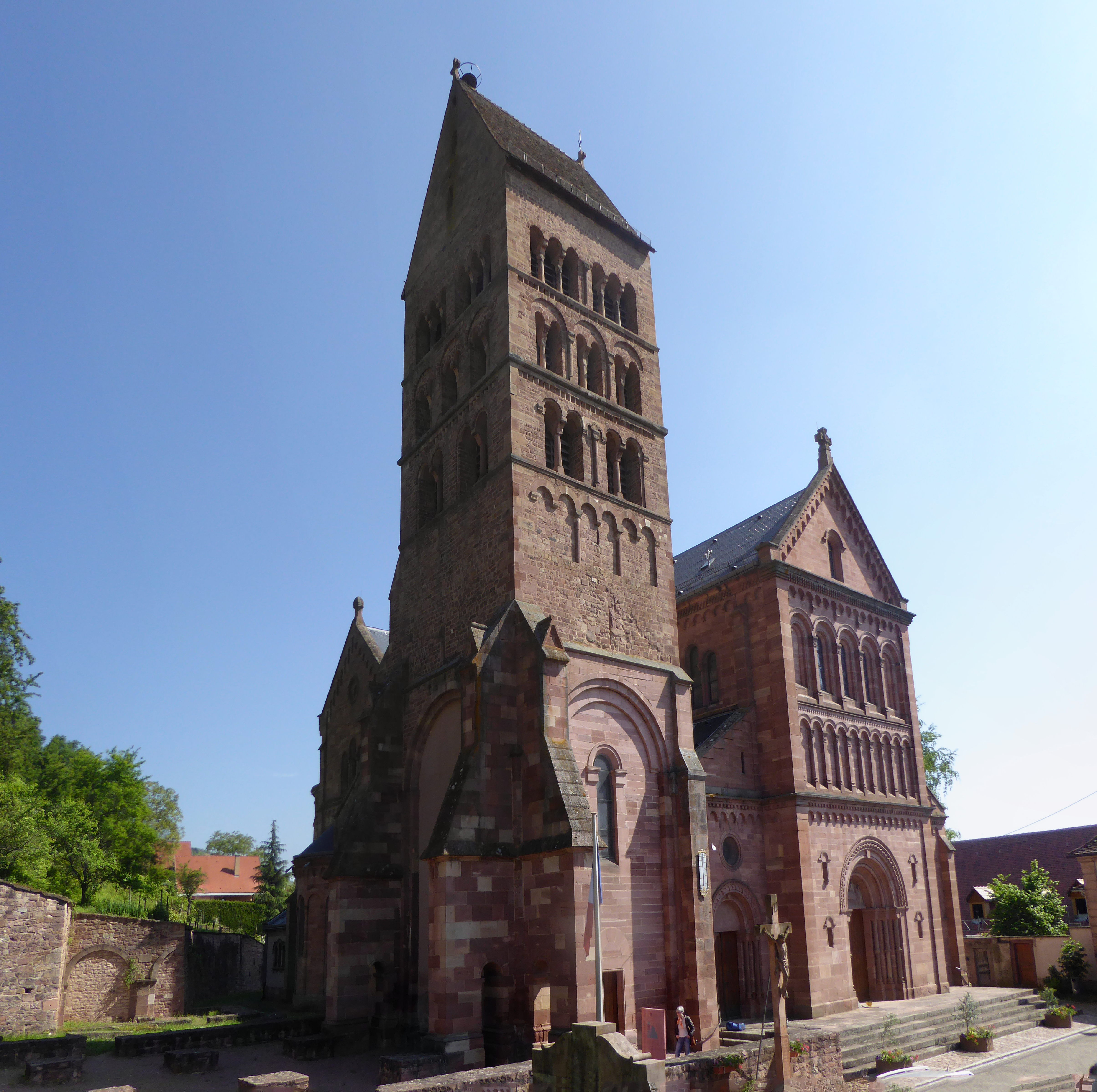
Sankt-Pantaleon in Gueberschwihr mit romanischem Glockenturm (12. Jahrhundert)

Gueberschwihr (deutsch Geberschweier, elsässisch Gàwerschwihr) ist eine französische Gemeinde mit 825 Einwohnern (Stand 1. Januar 2022) im Département Haut-Rhin in der Region Grand Est (bis 2015 Elsass).

## Geographie
Die Gemeinde liegt im Oberelsass am Fuß der Vogesen inmitten von Weinbergen an der Elsässer Weinstraße, etwa zwölf Kilometer nördlich von Guebwiller (Gebweiler).  Das Gemeindegebiet gehört zum Regionalen Naturpark Ballons des Vosges.
Der Ort ist geprägt durch ein mittelalterliches Stadtbild mit Fachwerkhäusern und Torbögen sowie durch Kopfsteinpflaster in engen Gassen.

## Geschichte
Die urkundliche Ersterwähnung des Orts erfolgte im Jahr 728 als Waranangus qui dicitur villare Eberhardo.
Das Weindorf, das früher zum Mundat Rufach und dem weltlichen Besitz des Bistums Straßburg im Heiligen Römischen Reich gehörte, wurde 1680 zusammen mit diesem vom Königreich Frankreich annektiert.
Durch den Frankfurter Frieden vom 10. Mai 1871 kam das Gebiet an das deutsche Reichsland Elsaß-Lothringen, und das Dorf wurde dem Kreis Gebweiler im Bezirk Oberelsass zugeordnet. Die Dorfbewohner betrieben Wein- und Ackerbau.
Nach dem Ersten Weltkrieg musste die Region aufgrund der Bestimmungen des Versailler Vertrags 1919 an Frankreich abgetreten werden. Im Zweiten Weltkrieg war die Region von der deutschen Wehrmacht besetzt, und das Dorf stand bis 1944 unter deutscher Verwaltung.

### Bevölkerungsentwicklung
| Jahr      | 1962 | 1968 | 1975 | 1982 | 1990 | 1999 | 2007 | 2016 |
| Einwohner | 884  | 840  | 779  | 727  | 703  | 816  | 836  | 837  |

## Wirtschaft
Der Weinbau ist auch der Hauptwirtschaftszweig. In der Lage Goldert werden Grand Cru-Weine angebaut.

## Sehenswürdigkeiten
Die Kirche Sankt-Pantaleon wirkt etwas groß für den Ort. Allein der eindrucksvolle, 36 Meter hohe Glockenturm mit typisch elsässischem Satteldach ist von dem romanischen Gebäude, das im 12. Jahrhundert vom Ritter Burkhard von Geberschweier, dem Gründer der Abtei von Marbach, in Auftrag gegeben worden war, noch vorhanden. Die übrige Kirche wurde später zerstört und erst im 19. Jahrhundert von Jean-Baptiste Schacre im Stil der Turmbauten der Abteikirche Murbach bzw. Saint-Sebastian in Soultzmatt leicht zur Seite versetzt im neo-romanischen Stil wieder aufgebaut. Dadurch wirkt der imposante romanische Turm mit den anfangs paarigen, später dreiteiligen  offenen Fensterbögen fast wie  ein Campanile.

## Persönlichkeiten
- Joseph Heinrich (1860–1948), deutscher Politiker (Zentrum) und Abgeordneter des Landtags des Reichslandes Elsaß-Lothringen.
- Louis Humbrecht (1853–1927), Bischof von Poitiers anschließend Erzbischof von Besançon.